# 富山県教育委員会
富山県教育委員会（とやまけんきょういくいいんかい）は、富山県の教育委員会である。

## 概要
富山県内の教育に関する事務を所掌する行政委員会であり、5人の委員で構成される。平成27年度まで委員は6人であり教育委員長というポストが教育長とは別に存在していた。
教育長は、教育委員会の委員を兼任する。
教育次長は教育長を補佐し、教育長に事故がある場合には事務を代行する。定員は2名であり、県教職員(県立学校課長を経て、前任が大規模県立学校長が慣例)と県行政職員(部長級)で構成される。

## 組織
教育委員会事務局
- 教育企画課
- 生涯学習・文化財室
- 教職員課
- 県立学校課
- 小中学校課
- 保健体育課

図書館
- 富山県立図書館

県立学校

## 所在地
- 〒930-8501 富山県富山市新総曲輪1番7号 富山県庁南別館4階

## 市町村教育委員会
- 富山市教育委員会
- 立山町教育委員会
- 上市町教育委員会
- 舟橋村教育委員会
- 滑川市教育委員会
- 魚津市教育委員会
- 黒部市教育委員会
- 入善町教育委員会
- 朝日町教育委員会
- 射水市教育委員会
- 高岡市教育委員会
- 砺波市教育委員会
- 南砺市教育委員会
- 氷見市教育委員会
- 小矢部市教育委員会